# Nymula magnifica
Nymula magnifica är en fjärilsart som beskrevs av Hans Ferdinand Emil Julius Stichel 1911. Nymula magnifica ingår i släktet Nymula och familjen Riodinidae. Inga underarter finns listade i Catalogue of Life.